# Pedro Sbalchiero Neto
Pedro Sbalchiero Neto MS (* 14. Dezember 1953 in Sananduva, Rio Grande do Sul, Brasilien; † 3. Juli 2007 in Vacaria, Rio Grande do Sul, Brasilien) war Bischof im Bistum Vacaria.

## Leben
Pedro Sbalchiero Neto studierte am Priesterseminar Seminário Nossa Senhora da Salette in Marcelino Ramos und später an der Pontifícia Universidade Católica do Paraná. Er empfing 1980 als Missionspriester des Ordens der Missionare Unserer lieben Frau von La Salette (MS) – kurz: „Salettiner“ – die Priesterweihe. Von 1984 bis 1986 war er als Vikar im Bistum Palmas-Francisco Beltrão, später als Seelsorger in verschiedenen brasilianischen Landesteilen.
Am 8. Januar 2003 wurde er zum Koadjutor des Bistums Vacaria ernannt. Am 12. November 2003 wurde er Nachfolger von Orlando Octacílio Dotti Bischof von Vacaria (Dioecesis Vaccariensis).
Dom Pedro starb an den Folgen eines Krebsleidens.